# نادي الجيل موسم 2016–17
موسم نادي الجيل 2016–17 كان موسم نادي الجيل الثامن في دوري الدرجة الأولى. شارك النادي خلال هذا الموسم في كُل من كأس خادم الحرمين الشريفين وكأس ولي العهد السعودي.

## نظرة عامة
| منافسة                             | بداية الجولة | نهائي المركز / الجولة | المباراة الأولى | المبارة الاخيرة |
| ---------------------------------- | ------------ | --------------------- | --------------- | --------------- |
| دوري الدرجة الأولى السعودي 2016–17 | —            | المركز الخامس عشر     | 11 أغسطس 2016   | 05 مايو 2017    |
| كأس ولي العهد                      | —            | دور ال32              | 15 أغسطس 2016   | 10 مارس 2017    |
| كأس الملك                          | دور ال32     | دور ال32              | 26 نوفمبر 2016  | 18 مايو 2017    |

### حصيلة النتائج
| الفريق ╲ الجولة | 1 | 2 | 3 | 4 | 5 | 6 | 7 | 8 | 9 | 10 | 11 | 12 | 13 | 14 | 15 | 16 | 17 | 18 | 19 | 20 | 21 | 22 | 23 | 24 | 25 | 26 | 27 | 28 | 29 | 30 |
| --------------- | - | - | - | - | - | - | - | - | - | -- | -- | -- | -- | -- | -- | -- | -- | -- | -- | -- | -- | -- | -- | -- | -- | -- | -- | -- | -- | -- |
| الجيل           | D | L | D | W | L | L | W | W | L | L  | L  | D  | W  | D  | L  | W  | D  | D  | L  | W  | W  | L  | W  | D  | D  | D  | L  | L  | D  | D  |

### ملخص النتائج
| شامل | شامل | شامل | شامل | شامل | شامل | شامل | شامل | على أرضه | على أرضه | على أرضه | على أرضه | على أرضه | على أرضه | خارج أرضه | خارج أرضه | خارج أرضه | خارج أرضه | خارج أرضه | خارج أرضه |
| لعب  | ف    | ت    | خ    | أ.ل  | أ.ع  | ف.أ  | ن    | ف        | ت        | خ        | أ.ل      | أ.ع      | ف.أ      | ف         | ت         | خ         | أ.ل       | أ.ع       | ف.أ       |
| ---- | ---- | ---- | ---- | ---- | ---- | ---- | ---- | -------- | -------- | -------- | -------- | -------- | -------- | --------- | --------- | --------- | --------- | --------- | --------- |
| 30   | 8    | 11   | 11   | 45   | 45   | 0    | 35   | 7        | 4        | 4        | 30       | 22       | +8       | 1         | 7         | 7         | 15        | 23        | −8        |

## الدوري

### معلومات عامّة
بداية الدوري
بدأ الجيل موسمه الجديد في دوري الدرجة الأولى بشكلٍ سيئ إلى حدٍ ما، فمعَ أنه تعادل في الجولة الافتتاحيّة أمام نادي الوطني في ملعب هذا الأخير بمدينة تبوك في الحادي عشر من آب/أغسطس 2016، إلّا أنه سقط بشكل مفاجئ وغير متوقّع في عُقر داره أمام نادي أحد بهدفين مقابل واحد، ثمّ تعادل في الجولة الثالثة أمام نادي الفيحاء بهدفينِ في كلّ شبكة في المباراة التي شهدتها مدينة المجمعة الرياضية في التاسع عشر من أيلول/سبتمبر.
نجح الجيل أخيرًا في تحقيقِ أول فوزٍ له في الدوري وذلك في الجولة الرابعة حينما تغلّب على نادي الطائي بثلاثة أهداف مقابل اثنين في ملعب الأمير عبد الله بن جلوي، لكنّه عاد لسكّة الهزائم حينما سقط بهدفٍ نظيفٍ في الجولة الخامسة أمام نادي الشعلة في محافظة الخرج، وواصل بدايته السيّئة حينما انهزم في الجولة السادسة أمام نادي وج في ملعب الملك فهد بالطائف بثلاثة أهداف مقابل اثنين.
استفاق الجيل سريعًا من خسارة الجولتين الماضيتين فعوّض بعضًا ممَّا فاتهُ من النقاط حينما اكتسحَ نادي ضمك برباعيّة نظيفة في الأحساء وذلك في العشرين من تشرين الأول/أكتوبر 2016، ثمّ واصل صحوته بتسجيله لانتصارٍ هو الثاني تواليًا والثالث في الدوري وجاء هذه المرة على حسابِ نادي العروبة في ملعب هذا الأخير بسكاكا. فشل النادي الأحسائي في الحفاظِ على ذات الإيقاع والمستوى فتعرض في الجولة التاسعة لخسارة هي الخامسة له في الدوري والثانيّة على أرضيّة ملعبه حينما سقط بثنائيّة أمام نادي النهضة، وتعقّدت الأمور أكثر بعدما ختمَ النصف الأول من الدوري بخسارةٍ أمام نادي هجر في مباراة أحسائيّة خالصة عقّدت من وضعية النادي الثاني في جدول ترتيب الدوري.
خلال عشر مبارياتٍ لعبها، تمكّن الجيل من تحقيق الفوز في ثلاث مناسباتٍ فقط بينما تعادل في مناسبتين وخسر في خمس مناسباتٍ جامعًا بذلك إحدى عشر نقطة فقط من أصل 30 ممكنة.
النصف الثاني
دخل الجيل النصف الثاني من الدوري وعينهُ على تصحيح الأوضاع فاستقبل في الجولة الافتتاحيّة لهذا النصف نادي نجران في مباراةٍ كانت سهلة على الورق لكنّ الأخير قلب كلّ التوقّعات حينما اكتسحَ الضيف المُضيف بثلاثيّة باصمًا ومؤكّدًا على أدائه السيئ هذا الموسم. واجه الجيل في الثانيّة عشر نادي العدالة في مباراة ديربي آخر انتهت هذه المرة بالتعادل الإيجابي هدفٌ في كلّ شبكة وهي نتيجةٌ أزَّمت من وضعية الفريقين معًا. خرج الجيل من كبوة آخر الجولات حينما تمكّن في التاسع من كانون الأول/ديسمبر من اقتناصِ فوز مهم ومثير من أمام نادي القيصومة في الأحساء بهدفٍ نظيفٍ سُجّل حتى آخر دقائق المباراة.
تميّز أداءُ الجيل بالتذبذب والتأرجح في النصف الثاني كما هو الحال في النصف الأول ففشل من جديدٍ في الحفاظ على أدائه الجيّد نسبيًا ليسقط في الجولة الرابعة عشر في فخّ التعادل أمام نادي الحزم (1 – 1) في ملعب الأمير عبد الله بن جلوي، ثمّ ازدادت الأمور تعقيدًا حينما خسر أمام النجوم بأربعة أهداف مقابل ثلاثة، قبل أن يكتسح في الجولة المواليّة نادي الوطني بخماسيّة مقابل اثنين في المباراة التي شهد ملعب الأمير عبد الله بن جلوي بمدينة الأحساء أطوارها.
لم تُسعف نتيجة الجولة الماضيّة والانتصار الكبير الذي حقّقهُ الجيل على الوطني فتعادل بهدفٍ لمثله أمام نادي أحد في المدينة المنورة، أعقبها تعادلٌ هو الثاني تواليًا والسادس في الدوري أمام الفيحاء، قبل أن يُكتسَحَ من قِبل نادي الطائي بثلاثة أهداف مقابل واحد في مدينة حائل، وهي النتيجة التي لم تؤثر على معنويّات الفريق بشكل كبير حيثُ نجحَ في آخر جولة من جولات منتصف الدوري في تحقيقِ فوز معنويّ كان الفريقُ في حاجةٍ له أمام نادي الشعلة بهدف نظيف.
جمع الجيل في الجولات العشر من منتصف الدوري ثلاثة عشر نقطة من ثلاث انتصارات ومثلها من الهزائم مقابل أربع تعادلات واصلًا للنقطة الرابعة والعشرين في الرصيدِ الإجمالي.
نهاية الدوري
أكرم الجيل وفادة ضيفه نادي وج بأربعة أهداف لهدفينِ في الجولة الواحدة والعشرين، ثمّ أُكرمت وفادته من قِبل نادي ضمك بثنائيّة لهدف في الجولة المواليّة في ملعب الأمير سلطان بن عبد العزيز بمدينة خميس مشيط، ففاز بنفس النتيجة التي خسر بها لكن هذه المرة على حسابِ نادي العروبة في الحادي عشر من آذار/مارس 2017.
دخل الجيل في سلسلة تعادلات استمّرت لثلاث مباريات: البداية كانت في الجولة الرابعة والعشرين حينما تعادل النادي الأحسائي مع غريمهِ نادي النهضة من دون أهدافٍ في ملعب الأمير محمد بن فهد بمدينة الدمام، ثمّ تعادل في الجولة المواليّة أمام نادي هجر في مباراة ديربي شهيرة تجمعُ الطرفين وانتهت بهدفينِ في كلّ شبكة، قبل أن يُحصِّل تعادله الثالث في الجولة السادسة والعشرين أمام نادي نجران في ملعبِ هذا الأخير بمدينة نجران جنوب المملكة.
حاول الجيل التدارك لكنّه فشل في ذلك حينما تفوّق عليه غريمهُ التقليدي العدالة في مباراة مثيرة شهدت خمسة أهداف (2 – 3) في ملعب الأحساء الذي هو ملعب الفريقين. أثّرت هذه الخسارة على معنويات الفريق وقلّلت من حظوظه في البقاء في الدوري خاصّة بعدما خسر في الجولة المواليّة أمام نادي القيصومة بهدف نظيف. سافر الجيل نحو محافظة الرس وكله آمال في العودة بالعلامة الكاملة للهروب أكثر من مراكز الخطر لكنّه واجه هناك نادي الحزم الذي فرض عليهِ تعادلًا سلبيًا جعله يقبعُ في المركز ما قبل الأخيرة وذلك قبل جولةٍ واحدةٍ من نهاية الدوري. نافس الجيل حتى الرمق الأخير وكان قريبًا من الهروب من الهبوط خاصّة أنه كان يُنافس فرقًا أخرى هي الحزم، الوطني، النجوم، الطائي ثمّ العدالة وكان ينقصهُ الانتصار في الجولة الختاميّة للبقاء في الدوري لكنّ النجوم كان له رأيٌ آخرٌ ففرض تعادلًا إيجابيًا على الجيل جعلهُ يهبطُ رسميًا لدوري الدرجة الثانيّة.
كان الجزء الأخير من الدوري هو الأسوء للجيل في الموسم، فمن أصل عشر مبارياتٍ لعبها تمكّن الفريق الأحسائي من الفوزِ في مبارتين فقط وتعادل في خمسة بينما خسر ثلاث مبارياتٍ جامعًا بذلك 11 نقطة فقط وواصلًا في المجموع الكليّ للنقطة الخامسة والثلاثين مُحتلًّا بذلك المركز الخامس عشر وهابطًا لدوري الدرجة الثانيّة.

### قائمة المباريات
جدول الترتيب
لم يكن موسم نادي الجيل جيدًا هذه المرة على عكس موسمه الماضي الذي نجحَ فيه في احتلال المركز الخامس في جدول الترتيب وظلَّ منافسًا على المراكز الأولى المؤهّلة لدوري المحترفين طوال جولات الدوري، على عكس هذا الموسم الذي ظلَّ فيه يُصارع الهبوط إلى أن هبطَ فعليًا في الجولة الختاميّة لدوري الدرجة الثانيّة. بدايةُ الجيل في هذا الموسم كانت متعثرة جدًا حيثُ لم يجمع سوى 11 نقطة في المباريات العشر الأولى ثمّ 13 نقطة في المباريات العشر الثانيّة و11 نقطة أيضًا في آخر عشر مبارياتٍ في الدوري.
جمع الجيل إذن في الدوري ما مجموعه 35 نقطة من 30 جولة خاضها، حيثُ فاز في 8 مقابلات وتعادل في 11 وخسر مثلها. سجَّل النادي الأحسائي 45 هدفًا (بمعدل هدف ونصف في كلّ مباراة) وتلقى مثلها في نفس المعدل. حلَّ الجيل خلف النادي الأحسائي الآخر العدالة الذي جاء في المركز الرابع عشر فسقط هو الآخر رسميًا لدوري الدرجة الثانيّة. جمعَ العدالة في 30 مباراة 36 نقطة بفارق نقطة واحدة عن مطارده وذلك بعدما فاز في 8 مباريات وتعادل في 12 بينما خسر في 10 مباريات، وجاء خلف نادي الجيل نادي وج الذي سقط هو الآخر لدوري الدرجة الثانيّة وذلك بعدما جمع 30 نقطة فقط (بفارق خمس نقاطٍ عن الجيل) من 6 انتصارات و12 تعادل ومثلها من الهزائم.
| م  | الفريق              | لعب | ف  | ت  | خ  | أ.له | أ.ع | أ.ف | نقاط | الصعود، التأهل أو الهبوط |
| -- | ------------------- | --- | -- | -- | -- | ---- | --- | --- | ---- | ------------------------ |
| 1  | نادي الفيحاء (C, P) | 30  | 13 | 11 | 6  | 50   | 35  | +15 | 50   | ترقى إلى دوري المحترفين  |
| 2  | نادي أحد (P)        | 30  | 13 | 9  | 8  | 42   | 30  | +12 | 48   | ترقى إلى دوري المحترفين  |
| 3  | نادي نجران          | 30  | 13 | 7  | 10 | 38   | 34  | +4  | 46   | تأهل إلى مباريات الصعود  |
| 4  | نادي النهضة         | 30  | 12 | 9  | 9  | 37   | 31  | +6  | 45   |                          |
| 5  | نادي العروبة        | 30  | 10 | 11 | 9  | 34   | 32  | +2  | 41   |                          |
| 6  | نادي القيصومة       | 30  | 11 | 8  | 11 | 44   | 50  | −6  | 41   |                          |
| 7  | نادي الشعلة         | 30  | 11 | 8  | 11 | 35   | 33  | +2  | 41   |                          |
| 8  | نادي ضمك            | 30  | 9  | 13 | 8  | 33   | 39  | −6  | 40   |                          |
| 9  | نادي هجر            | 30  | 10 | 10 | 10 | 38   | 36  | +2  | 40   |                          |
| 10 | نادي الحزم          | 30  | 10 | 8  | 12 | 36   | 30  | +6  | 38   |                          |
| 11 | نادي الوطني         | 30  | 10 | 7  | 13 | 27   | 37  | −10 | 37   |                          |
| 12 | نادي النجوم         | 30  | 8  | 13 | 9  | 38   | 37  | +1  | 37   |                          |
| 13 | نادي الطائي         | 30  | 10 | 7  | 13 | 34   | 42  | −8  | 37   |                          |
| 14 | نادي العدالة (R)    | 30  | 8  | 12 | 10 | 31   | 41  | −10 | 36   | هبط إلى الدرجة الثانية   |
| 15 | نادي الجيل (R)      | 30  | 8  | 11 | 11 | 45   | 45  | 0   | 35   | هبط إلى الدرجة الثانية   |
| 16 | نادي وج (R)         | 30  | 6  | 12 | 12 | 37   | 47  | −10 | 30   | هبط إلى الدرجة الثانية   |

قائمة المباريات
هذه قائمة مباريات نادي الجيل في دوري الدرجة الأولى السعودي موسم 2016–17:
| 11 أغسطس 2016 1 | الوطني | 1 – 1 | الجيل | تبوك                          |
| 16:00           |        |       |       | الملعب: ملعب مدينة الملك خالد |

| 21 أغسطس 2016 2 | الجيل | 1 – 2 | أحد | الأحساء                              |
| 16:00           |       |       |     | الملعب: ملعب الأمير عبد الله بن جلوي |

| 19 سبتمبر 2016 3 | الفيحاء | 2 – 2 | الجيل | المجمعة                        |
| 19:00            |         |       |       | الملعب: مدينة المجمعة الرياضية |

| 24 سبتمبر 2016 4 | الجيل | 3 – 2 | الطائي | الأحساء                              |
| 15:00            |       |       |        | الملعب: ملعب الأمير عبد الله بن جلوي |

| 01 أكتوبر 2016 5 | الشعلة | 1 – 0 | الجيل | الخرج                    |
| 16:40            |        |       |       | الملعب: ملعب نادي الشعلة |

| 15 أكتوبر 2016 6 | وج | 3 – 2 | الجيل | الطائف                 |
| 16:25            |    |       |       | الملعب: ملعب الملك فهد |

| 20 أكتوبر 2016 7 | الجيل | 4 – 0 | ضمك | الأحساء                              |
| 14:00            |       |       |     | الملعب: ملعب الأمير عبد الله بن جلوي |

| 28 أكتوبر 2016 8 | العروبة | 1 – 2 | الجيل | سكاكا                     |
| 16:35            |         |       |       | الملعب: ملعب نادي العروبة |

| 04 نوفمبر 2016 9 | الجيل | 1 – 2 | النهضة | الأحساء                              |
| 18:45            |       |       |        | الملعب: ملعب الأمير عبد الله بن جلوي |

| 17 نوفمبر 2016 10 | هجر | 2 – 0 | الجيل | الأحساء                              |
| 15:45             |     |       |       | الملعب: ملعب الأمير عبد الله بن جلوي |

| 25 أكتوبر 2016 11 | الجيل | 1 – 3 | نجران | الأحساء                              |
| 13:00             |       |       |       | الملعب: ملعب الأمير عبد الله بن جلوي |

| 01 ديسمبر 2016 12 | العدالة | 1 – 1 | الجيل | الأحساء                              |
| 14:00             |         |       |       | الملعب: ملعب الأمير عبد الله بن جلوي |

| 09 ديسمبر 2016 13 | الجيل | 1 – 0 | القيصومة | الأحساء                              |
| 17:00             |       |       |          | الملعب: ملعب الأمير عبد الله بن جلوي |

| 17 ديسمبر 2016 14 | الجيل | 1 – 1 | الحزم | الأحساء                              |
| 13:35             |       |       |       | الملعب: ملعب الأمير عبد الله بن جلوي |

| 24 ديسمبر 2016 15 | النجوم | 4 – 3 | الجيل | الأحساء                              |
| 14:40             |        |       |       | الملعب: ملعب الأمير عبد الله بن جلوي |

| 30 ديسمبر 2016 16 | الجيل | 5 – 2 | الوطني | الأحساء                              |
| 16:55             |       |       |        | الملعب: ملعب الأمير عبد الله بن جلوي |

| 05 يناير 2017 17 | أحد | 1 – 1 | الجيل | المدينة المنورة                                  |
| 19:00            |     |       |       | الملعب: مدينة الأمير محمد بن عبد العزيز الرياضية |

| 29 يناير 2017 18 | الجيل | 1 – 1 | الفيحاء | الأحساء                              |
| 14:35            |       |       |         | الملعب: ملعب الأمير عبد الله بن جلوي |

| 03 فبراير 2017 19 | الطائي | 3 – 1 | الجيل | حائل                                    |
| 18:00             |        |       |       | الملعب: ملعب الأمير عبد العزيز بن مساعد |

| 09 فبراير 2017 20 | الجيل | 1 – 0 | الشعلة | الأحساء                              |
| 15:00             |       |       |        | الملعب: ملعب الأمير عبد الله بن جلوي |

| 17 فبراير 2017 21 | الجيل | 4 – 2 | وج | الأحساء                              |
| 16:00             |       |       |    | الملعب: ملعب الأمير عبد الله بن جلوي |

| 04 مارس 2017 22 | ضمك | 2 – 1 | الجيل | خميس مشيط                               |
| 18:00           |     |       |       | الملعب: ملعب الأمير سلطان بن عبد العزيز |

| 11 مارس 2017 23 | الجيل | 2 – 1 | العروبة | الأحساء                              |
| 16:00           |       |       |         | الملعب: ملعب الأمير عبد الله بن جلوي |

| 17 مارس 2017 24 | النهضة | 0 – 0 | الجيل | الدمام                          |
| 13:40           |        |       |       | الملعب: ملعب الأمير محمد بن فهد |

| 31 مارس 2017 25 | الجيل | 2 – 2 | هجر | الأحساء                              |
| 15:25           |       |       |     | الملعب: ملعب الأمير عبد الله بن جلوي |

| 07 أبريل 2017 26 | نجران | 1 – 1 | الجيل | نجران                    |
| 15:40            |       |       |       | الملعب: ملعب جامعة نجران |

| 14 أبريل 2017 27 | الجيل | 2 – 3 | العدالة | المدينة المنورة                                  |
| 15:00            |       |       |         | الملعب: مدينة الأمير محمد بن عبد العزيز الرياضية |

| 22 أبريل 2017 28 | القيصومة | 1 – 0 | الجيل | القيصومة                 |
| 15:40            |          |       |       | الملعب: ملعب نادي الباطن |

| 28 أبريل 2017 29 | الحزم | 0 – 0 | الجيل | الرس                    |
| 17:00            |       |       |       | الملعب: ملعب نادي الحزم |

| 05 مايو 2017 30 | الجيل | 1 – 1 | النجوم | الأحساء                              |
| 15:00           |       |       |        | الملعب: ملعب الأمير عبد الله بن جلوي |

### إحصائيات
- سجّل الجيل 45 هدفًا (بمعدل هدف ونصف في كلّ مباراة) بينما تلقّت شباكه 45 هدفًا أيضًا (بمعدل هدف ونصف في كلّ مباراة).
  - سجّل الجيل 30 هدفًا في المباريات التي خاضها على أرضيّة ملعبه بينما تلقَّى 22 هدفًا.
  - سجّل الجيل 15 هدفًا خارج دياره وتلقَّى في مقابل ذلك 23 هدفًا.
- خسر الجيل ثلاث مبارياتٍ على التوالي وذلك من الجولة التاسعة حتى الجولة الثانية عشر.
  - حقَّقَ الجيل انتصارينِ على التوالي في مناسبتين وذلك كأطول سلسلة انتصاراتٍ له في الدوري: المرة الأولى في الجولتين السابعة والثامنة، بينما الثانيّة في الجولتين العشرين والواحدة والعشرين.
- أكبر انتصارٍ حقّقه نادي الجيل في الموسم الكرويّ 2016–17 كان داخل ميدانهِ على حسابِ نادي ضمك برباعيّة نظيفة في الجولة السابعة.
  - أكبر خسارةٍ تعرض لها النادي الأحسائي كانت في الجولة الحادية عشر حينما خسر في الأحساء أمام نادي نجران بثلاثة أهدافٍ مقابل هدفٍ وحيدٍ.

## كأس الملك

### معلومات عامة
حاول نادي الجيل تعويض مستواه المتواضع جدًا في دوري الدرجة الثانيّة والذي انتهى بسقوطِ الفريق رسميًا لدوري الدرجة الثالثة عبر تقديمِ أداءٍ جيّدٍ في مسابقة كأس الملك والتي تُعرف رسميًا بكأس خادم الحرمين الشريفين. أوقعت القرعة نادي الجيل القادم من الأحساء في مواجهة صعبة وقويّة أمام نادي الفيصلي في مدينة المجمعة الرياضية فلُعبت المبارة في زوال يوم العشرين من كانون الثاني/يناير 2017. قدّم الجيلُ خلالها مستوى جيّدًا وكان قاب قوسين أو أدنى من فرضِ نفسه على الفيصلي والمرور لركلات الترجيح بعدما كان الفريقانِ متعادلانِ بهدفينِ في كلّ شبكة، لكنّ خبرة لاعبي الفيصلي لعبت الدور الأكبر فتمكّن هذا الأخير من تسجيلِ هدفٍ هو الثالث في آخر لحظات المباراة خاطفًا بطاقة العبور للدور الثاني ومُحطّمًا آمال النادي الأحسائي من الدور الأول.

### قائمة المباريات
هذه هي المباراة الوحيدة التي شاركَ فيها نادي الجيل في مسابقة كأس الملك:
| 20 يناير 2017 دور الـ 32 | الفيصلي | 3 – 2 | الجيل | المجمعة                        |
| 12:35                    |         |       |       | الملعب: مدينة المجمعة الرياضية |

### إحصائيات
- خاض نادي الجيل مباراة واحدة في مسابقة كأس الملك حيثُ خسرها لصالح نادي الفيصلي فغادر البطولة مُبكّرًا.
- سجّل الجيل في المباراة الوحيدة التي لعبها هدفينِ بينما تلقّت شباكه ثلاثة أهداف.

## كأس ولي العهد

### معلومات عامة
بعد فشلهِ الكبير في الدوري، والفشل الآخر في تخطّي مرحلة الدور الأول من كأس خادم الحرمين الشريفين، دخل الجيل مسابقة كأس وليّ العهد وعينهُ على إنقاذ موسمه ولو بالذهابِ بعيدًا نوعًا ما في هذه المنافسة. أوقعت قرعة البطولة النادي الأحسائي في مواجهة صعبة جدًا بل ومعقّدة أمام نادي الاتحاد أحد أبرز المرشّحين للمنافسة على لقب الموسم. قدّّم الجيل مباراة جيّدة جدًا من الناحيّة الفنية وكان قريبًا جدًا من التأهل حيثُ كان متقدمًا على العميد في فترةٍ من الفترات قبل أن يعود هذا الأخير ويقلب النتيجة لصالحه بثلاثيّة مقابل هدفينِ خاطفًا بطاقة العبور للدور الثاني في المباراة التي استضافتها مدينة الملك عبد الله الرياضية بجدة في الخامس عشر من آب/أغسطس 2016.

### قائمة المباريات
هذه هي المباراة الوحيدة التي لعبها نادي الجيل في إطار منافسة كأس وليّ العهد:
| 15 أغسطس 2016 دور الـ 32 | الجيل | 2 – 3 | الاتحاد | جدة                                   |
| 17:55                    |       |       |         | الملعب: مدينة الملك عبد الله الرياضية |

### إحصائيات
- خاض نادي الجيل مباراة واحدة في كأس وليّ العهد السعودي وخسرها أمام العميد الاتحادي في الدور الأول.
  - سجّل الجيل في المباراة الوحيدة التي شارك فيها في كأس وليّ العهد هدفينِ بينما استقبل ثلاثة.